# Карранса, Хулиан
Хулиан Симон Карранса (исп. Julián Simón Carranza; род. 22 мая 2000, Онкативо, Аргентина) — аргентинский футболист, нападающий нидерландского клуба «Фейеноорд».

## Клубная карьера
Карранса — воспитанник клуба «Банфилд». 24 ноября 2017 года в матче против «Дефенса и Хустисия» он дебютировал в аргентинской Примере. 9 декабря в поединке против «Архентинос Хуниорс» Хулиан сделал «дубль», забив свои первые голы за «Банфилд».
26 июля 2019 года Карранса перешёл в американский клуб «Интер Майами», став одним из двух первых игроков новой франшизы MLS, начинающей выступления в 2020 году. До января 2020 года он остался в «Банфилде» в аренде. Пропустив первые два матча сезона 2020 из-за травмы, за «Интер Майами» Карранса дебютировал 8 июля в матче Турнира MLS is Back против «Орландо Сити», заменив во втором тайме Хуана Агудело. В матче против «Орландо Сити» 22 августа он забил свои первые голы за «Интер Майами», сделав дубль.
23 декабря 2021 года Карранса был взят в аренду «Филадельфией Юнион» на год с опцией выкупа в обмен на пик второго раунда Супердрафта MLS 2022. За «Юнион» он дебютировал 26 февраля 2022 года в матче стартового тура сезона против «Миннесоты Юнайтед». 2 апреля в матче против «Шарлотта» забил свой первый гол за «Юнион». 8 июля в матче против «Ди Си Юнайтед» оформил хет-трик, за что был назван игроком недели в MLS. 13 июля «Филадельфия Юнион» выкупила Каррансу у «Интер Майами» за $500 тыс. в общих распределительных средствах и процент от его будущего трансфера. В матче против «Ди Си Юнайтед» 20 августа он ещё раз сделал хет-трик, и во второй раз удостоился звания игрока недели в MLS.
30 июня 2024 года подписал четырёхлетний контракт с нидерландским «Фейеноордом». 14 сентября дебютировал в Эредивизи в гостевом матче против «Гронингена», заменив на 78-й минуте Дживая Зехиэла.

## Международная карьера
В 2017 году Карранса принял участие в юношеском чемпионате Южной Америки в Чили. На турнире он сыграл в матчах против команд Парагвая и Перу.